# Subida a Urkiola 2001
La Subida a Urkiola 2001, ventisettesima edizione della corsa, si svolse il 12 agosto 2001 su un percorso di 160 km. Fu vinta dallo spagnolo Jon Odriozola Mugarza della iBanesto.com davanti ai connazionali José María Jiménez e Joaquim Rodríguez.

## Ordine d'arrivo (Top 10)
| Pos. | Corridore               | Squadra                      | Tempo    |
| ---- | ----------------------- | ---------------------------- | -------- |
| 1    | Jon Odriozola Mugarza   | iBanesto.com                 | 3h55'47" |
| 2    | José María Jiménez      | iBanesto.com                 | a 22"    |
| 3    | Joaquim Rodríguez       | ONCE-Eroski                  | a 28"    |
| 4    | Alberto López de Munain | Euskaltel-Euskadi            | a 30"    |
| 5    | Daniele De Paoli        | Mercatone Uno-Stream TV      | a 43"    |
| 6    | Juan Antonio Flecha     | Colchon Relax-Fuenlabrada    | a 46"    |
| 7    | Iñigo Urretxua          |                              | s.t.     |
| 8    | Massimo Donati          | Tacconi Sport-Vini Caldirola | a 59"    |
| 9    | Francisco Cabello       | Kelme                        | s.t.     |
| 10   | Stefano Cattai          | Liquigas-Pata                | s.t.     |